# كريستيان باد
كريستيان باد (بالرومانية: Cristian Bud)‏ (26 يونيو 1985 ببايا ماري في رومانيا - ) هو لاعب كرة قدم روماني في مركز الهجوم. لعب مع بيهور أوراديا وسي إس باندوري تارغو جيو وسي إف آر كلوج وميلسامي أورهي ونادي دبرتسني وCF Liberty Oradea ‏ وCS Gaz Metan Mediaș ‏.

## وصلات خارجية
- كريستيان باد على موقع قاعدة بيانات كرة القدم.إي يو (الإنجليزية)
- كريستيان باد على موقع Soccerway.com (الإنجليزية)
- كريستيان باد على موقع عالم كرة القدم.نت (الإنجليزية)